# Lestremia calcuttaensis
Lestremia calcuttaensis är en tvåvingeart som beskrevs av Mani 1937. Lestremia calcuttaensis ingår i släktet Lestremia och familjen gallmyggor. Inga underarter finns listade i Catalogue of Life.